# Аккол (приток Акалахи)
Аккол (Акколь, устар. Ак-Кол) — река в России, протекает в Республике Алтай. Устье реки находится по правому берегу реки Акалаха. Длина реки составляет 28 км.
Имеет правый приток — Богомуюс.

## Данные водного реестра
По данным государственного водного реестра России относится к Верхнеобскому бассейновому округу, водохозяйственный участок реки — Катунь, речной подбассейн реки — Бия и Катунь. Речной бассейн реки — (Верхняя) Обь до впадения Иртыша.
Код объекта в государственном водном реестре — 13010100312115100004356.